# Tổ chức Hiệp ước Cấm thử Hạt nhân Toàn diện

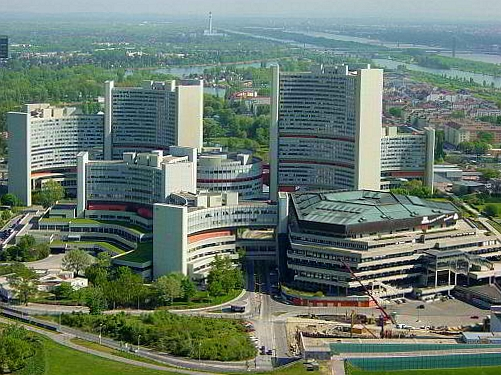
Trụ sở Ủy ban trù bị CTBTO tại khu Trung tâm Quốc tế Viên, Áo

Tổ chức Hiệp ước Cấm thử Hạt nhân Toàn diện, viết tắt tiếng Anh là CTBTO (Comprehensive Nuclear-Test-Ban Treaty Organization) là một tổ chức quốc tế sẽ được thành lập khi Hiệp ước Cấm thử Hạt nhân Toàn diện bắt đầu có hiệu lực, một Công ước ngăn chặn các vụ nổ thử hạt nhân . Tổ chức sẽ đặt ở khu Trung tâm Quốc tế Viên, Áo. Tổ chức sẽ có nhiệm vụ xác minh việc cấm thử hạt nhân và sẽ vận hành một hệ thống giám sát trên toàn thế giới và có thể tiến hành kiểm tra tại chỗ. 
Ủy ban trù bị cho CTBTO, và Ban Thư ký Kỹ thuật tạm thời, được thành lập năm 1997 và có trụ sở tại Trụ sở Liên Hợp Quốc tại Vienna, Áo, cùng với nơi đặt trụ sở của Cơ quan Năng lượng Nguyên tử Quốc tế, trong khu Trung tâm Quốc tế Viên.

## Ủy ban trù bị CTBTO
Ủy ban trù bị Tổ chức Hiệp ước Cấm thử Hạt nhân Toàn diện được thành lập năm 1997 và được giao nhiệm vụ chuẩn bị cho việc thực hiện có hiệu quả Hiệp ước, đặc biệt bằng cách thiết lập cơ chế xác minh. Nhiệm vụ chính là thiết lập và tạm thời điều hành Hệ thống Theo dõi Quốc tế (IMS, International Monitoring System) với 337 trạm quan sát, bao gồm Trung tâm Dữ liệu Quốc tế (IDC, International Data Centre) và Cơ sở Hạ tầng Thông tin Toàn cầu (GCI, Global Communications Infrastructure). Ủy ban cũng có nhiệm vụ xây dựng bản hướng dẫn vận hành, bao gồm cả hướng dẫn cách thức tiến hành kiểm tra tại chỗ. 
Khi Hiệp ước Cấm thử Hạt nhân Toàn diện có hiệu lực thì Ủy ban trù bị CTBTO sẽ giải thể và Tổ chức Hiệp ước Cấm thử Hạt nhân Toàn diện thành lập.

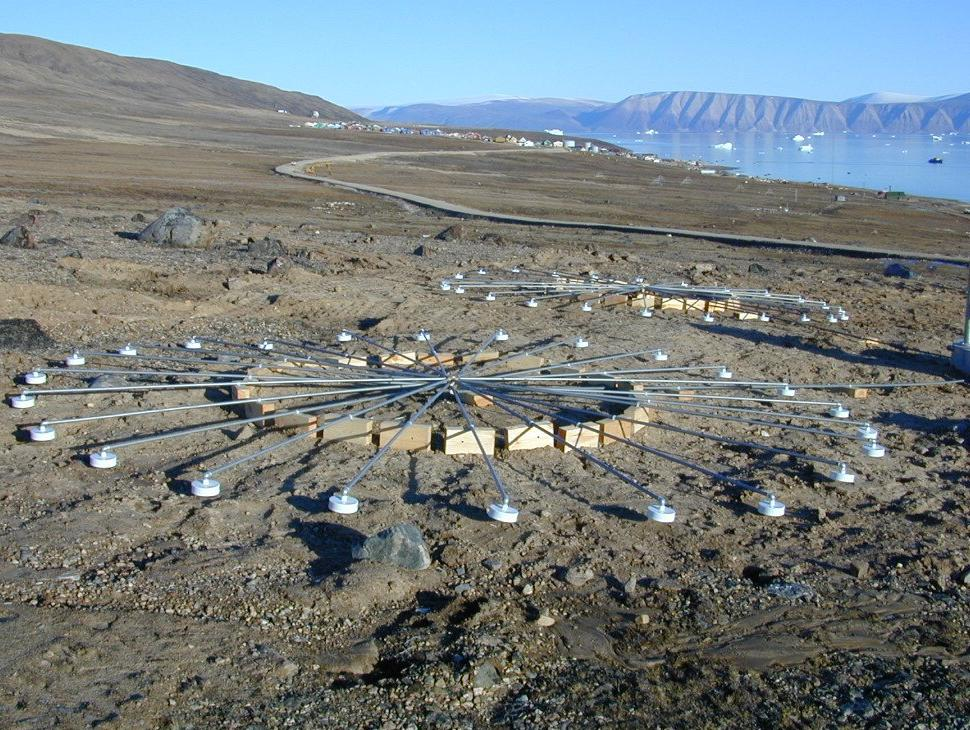
Dãy đầu thu hạ âm tại trạm truyền tải IMS IS18, Qaanaaq, Greenland.

## Hệ thống Giám sát Quốc tế
Khi hoàn thành Hệ thống Theo dõi Quốc tế (IMS) sẽ bao gồm:
- 50 trạm chính và 120 trạm giám sát địa chấn phụ trợ.
- 11 trạm thu sóng âm trong nước phát hiện sóng âm trong các đại dương.
- 60 trạm thu hạ âm bằng microbarograph (cảm biến áp suất âm) để phát hiện sóng âm tần số cực thấp.
- 80 trạm thu radionuclide sử dụng bộ lấy mẫu không khí để phát hiện các hạt phóng xạ thoát ra từ các vụ nổ khí quyển và/hoặc thoát ra từ các vụ nổ ngầm hoặc dưới nước.
- 16 phòng thí nghiệm radionuclide để phân tích các mẫu từ các trạm radionuclide.

Dữ liệu từ tất cả các trạm được truyền đến Trung tâm Dữ liệu Quốc tế (IDC, International Data Centre) của CTBTO ở Vienna qua mạng dữ liệu toàn cầu được gọi là GCI, phần lớn dựa trên các liên kết vệ tinh (VSAT).
Các quốc gia thành viên sẽ có quyền truy cập trực tiếp và trực tiếp đến tất cả các dữ liệu IMS, nguyên thủy hoặc đã xử lý, để xác minh cũng như sử dụng cho mục đích dân dụng. Ủy ban trù bị đã bắt đầu xây dựng và xác minh hệ thống của mình vào tháng 4 năm 2011 thì khoảng 80% đã được hoạt động. 